# ジョージ・W・ガストリン

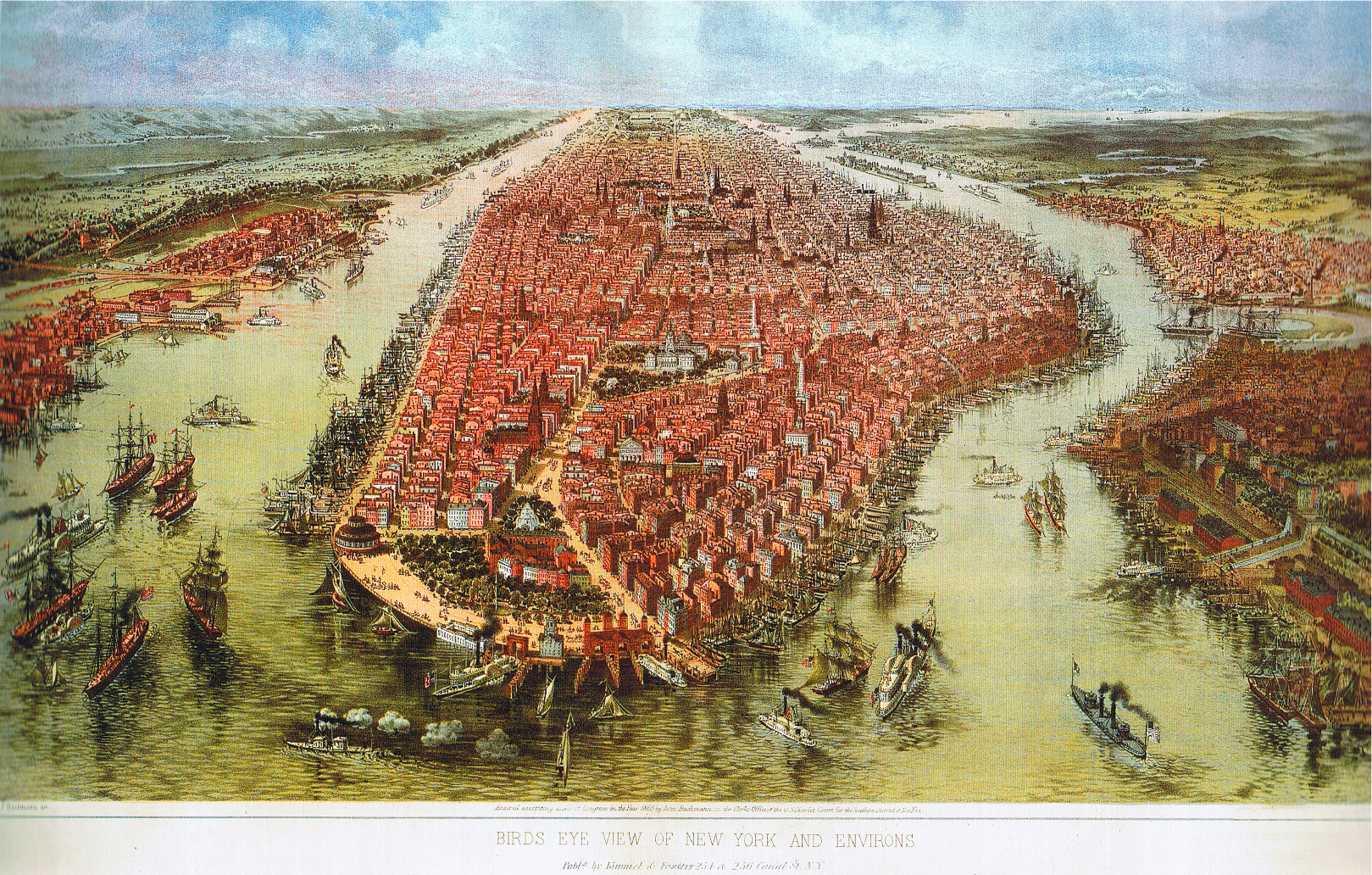
ニューヨーク市のウォーターフロント。1866年から1876年にかけて、河川海賊による襲撃が横行していた。

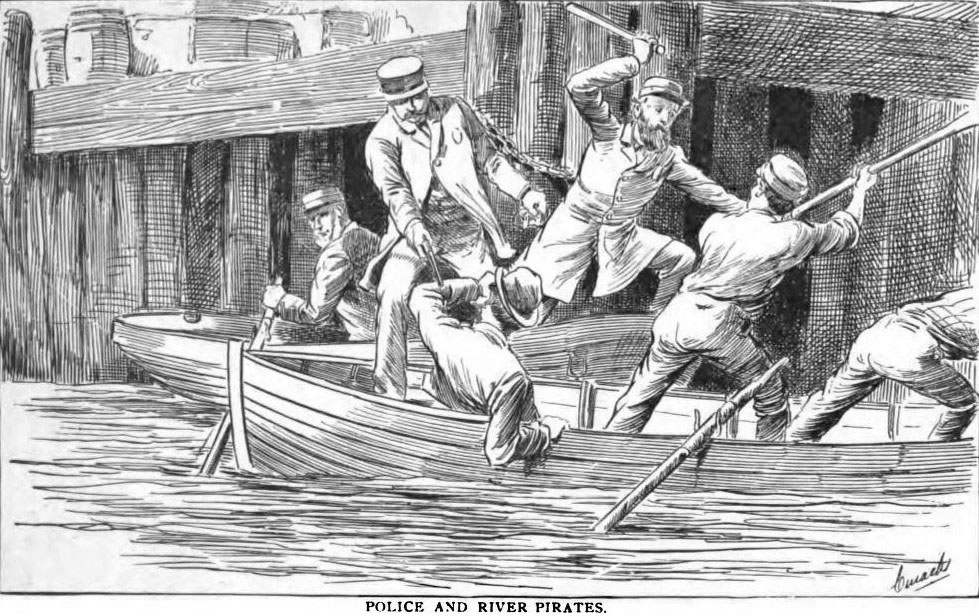
19世紀のニューヨーク市で河川海賊と戦う蒸気船隊の警察官を描いたイラスト

ジョージ・ワシントン・ガストリン（George Washington Gastlin, 1835年10月1日 - 1895年10月2日）は、アメリカ合衆国の警察官。1870年代から1880年代にかけてニューヨーク市警察に勤務した。蒸気船隊（Steamboat Squad）の創設およびその指揮官としての功績からその名が知られる。警察官としての最終階級は警部（Captain）。

## 初期の経歴
1835年、マンハッタンにて生を受ける。
1861年、伍長として第82ニューヨーク歩兵連隊に入隊。1862年5月20日、軍曹の階級で傷痍除隊した。

## 警察官として
ニューヨーク徴兵暴動直後の1864年5月19日、ニューヨーク市警察に採用された。その後の数年で昇進を続け、1868年2月15日には巡査長（Roundsman）、1870年7月6日には巡査部長（Sergeant）となる。1876年6月9日、ガストリンはニューヨークのウォーターフロントで活動する河川海賊やギャングへの対応を目的に組織された特殊部隊、蒸気船隊（Steamboat Squad）の指揮官となり、1878年9月20日には警部（Captain）に昇進した。
1883年12月31日、ガストリンと蒸気船隊の功績を称える会合がアスター・ハウスで開催された。この会合は4人の実業家、すなわちジェームズ・ロビンス（James Robbins, Stonington Line社）、J・S・ボーデン（J.S. Boden, Pennsylvania Railroad社）、C・H・タッカー（C.H. Tucker, West Shore and Buffalo Railroad社）、ジョン・S・クレムス（John S. Krems, Baltimore Transportation Company社）によって主催され、海運および鉄道輸送企業の代表者40名以上が出席した。例えばR・J・コルテス（R.J. Cortes, White Star Line社）、W・H・スタンフォード（W.H. Stamford, Old Dominion Line社）、E・AI・デューロウ（E.A. Dereau, Stonington Line社）、ジョン・T・ロブ（John T. Robb, Pennsylvania Railroad社）、アンドリュー・M・アンダーヒル（Andrew M. Underhill, Guion Line社）、ジェームズ・A・スミス（James A. Smith, Citizens' Steamboat Company社）、H・L・フリーランド（H.L. Freeland, Fall River Line社）といった人々である。ガストリンの経歴について述べた後、アンダーヒルは委員会を代表してガストリンに感謝状を贈り、また出席した全ての企業を代表して特注の金の盾を贈った。
ガストリンの指揮下で、蒸気船隊はコーリアーズ・フックから犯罪者の大部分を掃討した。ガストリンは1890年7月1日に退職した。その後数年は私立探偵として働いていたが、健康状態が悪化した後に廃業を余儀なくされた。

## 死去
1895年10月2日朝、7番街にあった自宅にて、ブライト病により死去した。